# Sphaerocera ghanensis
Sphaerocera ghanensis är en tvåvingeart som först beskrevs av Papp 1978.  Sphaerocera ghanensis ingår i släktet Sphaerocera och familjen hoppflugor.
Artens utbredningsområde är Ghana. Inga underarter finns listade i Catalogue of Life.